# Joji
ジョージ（英語: Joji、1992年9月18日 - ）は、日本のシンガー、ソングライター、ラッパー、元YouTuberおよびコメディアン。本名はジョージ・楠木・ミラー (George Kusunoki Miller)。フィルシー・フランク（Filthy Frank）、ピンク・ガイ（Pink Guy）の芸名でも知られる。 
ミラーの経歴は、ミラーが演じる架空の人格フィルシー・フランク（汚いフランクの意）がラップ、過激な主張や挑戦、ウクレレ動画、「The Filthy Frank Show」と題されたユーモアショーなどを行う、YouTubeチャンネル『DizastaMusic』で始まった。その後、『TVFilthyFrank』と『TooDamnFilthy』という2つのチャンネルでコメディ活動を継続し、ピンク・ガイ（ピンク男の意）という名でヒップホップのコメディ音楽の制作も行った。ミラーの動画は『ハーレムシェイク』として知られるダンスブームを巻き起こし、これに使われたバウアーの曲「ハーレムシェイク」がBillboard Hot 100で1位を獲得するなど、インターネット文化に大きな影響を与えた。また、彼の動画「The Filthy Frank Show」には、h3h3Productions、iDubbbz、 JonTron、Michael Stevens、PewDiePieなど、多くのYouTubeパーソナリティがメジャーまたはカメオ出演した。  
2017年、ミラーは自身のYouTubeチャンネルでの活動を終え、Jojiの芸名で音楽活動を開始した。同年11月にリリースしたEP『In Tongues』は、Billboard 200で58位を記録。2018年11月にはデビューアルバム『Ballads 1』をリリースし、Billboardの R&B and hip-hopチャートで1位を獲得した。当該チャートでの1位獲得は、アジア出身のアーティストとしては初である。ミラーの音楽は、 R&B 、ローファイ、トリップホップのミックスとして説明されている。
2022年には『グリンプス・オブ・アス』がBillboard Hot 100の10位に初登場（その後8位まで上昇）、日本人アーティストとしては2人目のトップ10ヒットとなり、1970年代以降では初の快挙を記録した。

## 来歴
1992年9月18日に大阪府で誕生。日本とオーストラリアのハーフである。2012年に兵庫県神戸市東灘区内にあるインターナショナル・スクール、カナディアン・アカデミーを卒業。18歳でアメリカのニューヨークに引っ越した。 
ミラーは自身の動画の影響で職に就けなくなることを恐れ、自身がニューヨークのブルックリンに住む大学生であることを公言した動画である「Filthy Frank Exposes Himself?」を自ら削除するなど、個人情報の流出が無いようプライバシーを守っていた。

## エンターテインメントキャリア

### The Filthy Frank Show（2009–2017）
ミラーは、スケッチ・コメディーをベースとするYoutubeチャンネル『DizastaMusic』内で、Pink Guy（ピンク人）というピンクの全身タイツが特徴のキャラクターを作り出した。チャンネルは、それ以前に存在しないタイプのキャラクターであったFilthy Frankを主軸に据えるようになった2011年8月ごろから人気を集めるようになった。知られている中で、『DizastaMusic』チャンネルで最初の動画は2008年6月19日にアップロードされている「Lil Jon falls off a table」である。2014年8月15日、彼は『DizastaMusic』チャンネルにYouTubeから多くの著作権侵害・コミュニティ規約違反通告を受けたことを理由に、チャンネルを失わないためにこれ以上の動画投稿はしないという旨の動画をアップロードした。このチャンネルは、2023年2月時点で101万人を超えるチャンネル登録者数、1.8億回以上の総動画再生数を記録している。
彼の別のYoutubeチャンネル『TVFilthyFrank』では「和食ラップ」、「Japanese 101」、「Wild Games」、「Loser Reads Hater Comments」、「 The Filthy Frank Show 」などの動画シリーズをアップロードしていた。このチャンネルは2023年2月時点で789万人のチャンネル登録者数、12.2億回以上の総動画再生数を記録している。2014年7月1日には『TooDamnFilthy』という3つ目のYoutubeチャンネルを開設した。このチャンネルでは、メインチャンネルでも扱っている「和食ラップ」シリーズと、"COTW"と略される「Cringe of the Week」という2つのシリーズを扱っていた。このチャンネルは2023年2月時点で235万人のチャンネル登録者数、3.5億回以上の総動画再生数を記録している。
2017年9月27日、彼は自身初の自著本『Francis of the Filth』が発売されるという内容の動画をアップロードした。
2017年12月29日、彼はTwitterにて「深刻な健康の問題」とシリーズを続ける意欲の欠如によって、Filthy Frankを含むコメディ動画をアップロードすることをやめると述べた。また、2018年9月にはBBCラジオ1のインタビューで、健康状態を鑑みた結果コメディをやめざるを得なかったと発言した。

#### レガシー
Filthy Frankはインターネット文化に大きな影響を与え、多くのインターネット・ミームを生み出した。彼の動画は「奇妙そのもの(the epitome of odd)」とされながらも受け入れられ、キャラクターは「オルトコメディーの父(the father of alt-comedy.)」とさえも称された。
彼の動画はインターネット上で広がりを見せ、特に2013年にアップロードした動画『DO THE HARLEM SHAKE (ORIGINAL)』は、オーストラリア在住の若者がコピーした動画の影響もあり、結果的にバウアーのデビューシングル『ハーレムシェイク』をアメリカのBillboard Hot 100で1位を獲得させるほどのインターネット・ミームとなった。彼のYoutuber仲間であり友人のイーサン・クライン（h3h3Productionの名でも知られる）は、Filthy Frankのことを史上最高のYoutuberであると2017年のFirst We Feastのインタビューで語っている。

## 音楽キャリア

### Pink Guy（2014年 - 2017年）
ミラーは常に音楽制作に興味があり、日本に住んでいたころから音楽を作ったり友人と歌うことが趣味だった。YouTubeチャンネルも初めは音楽活動のプロモーションの手段として作成したものだったが、その後Filthy FrankやPink Guyのコンテンツが自分が思っていたよりずっと大きくなってしまったため、普通の音楽を作りたい気持ちはあったものの、しばらくはPink Guyとしての音楽活動を続けることに決めた。
Pink Guyとしてのミラーの音楽は、彼のYouTubeチャンネルの動画スタイルに忠実なコミカルなものだった。2014年5月23日には初のミックステープ『Pink Guy』をリリース。2017年1月4日にはデビューアルバムの『Pink Season』をリリースし、Billboard 200で70位、カナダで61位、フィンランドで46位、ノルウェーで38位、ドイツで157位を記録した。同年3月16日にはサウス・バイ・サウスウエストでPink Guyとして初めてステージに立ち、5月24日には2枚目のアルバム (EP) である『Pink Season: The Prophecy』をリリースした。その後、3枚目のアルバムのリリースや長く延期になっていたというツアーの開催もアナウンスされていたが、2017年12月29日をもってミラーはPink Guyを含むすべてのFilthy Frank関連コンテンツの制作を終了した。最終的に、ミラーはPink Guyとしてミックステープ1枚、アルバム1枚、EP1枚をリリースした。

### Joji （2017年 - 現在）
Pink Guyの名で作ったコメディ要素の強いラップベースの音楽と並行し、ミラーは別の芸名であるJoji（ジョージ）でより真面目な音楽も制作しており、2017年後半にはそれが彼の主要な音楽となった。YouTubeでのキャリアからJojiとしての音楽キャリアへの移行について、ミラーはビルボードのインタビューで「（今までは）面白いものを作っていたが、今私は自分が聴きたいものを作るようになった」と語った。また、彼はJojiはFilthy FrankやPink Guyのようなキャラクターではないと明言し、「それが違いだと思う」と述べた。
ミラーはアメリカに引っ越したあとPink Guyとしてのキャリアを始めたことで音楽活動の幅を広げ、それが自身のJojiという人格の道を開いたと述べた。2014年5月3日にはPink Guyの初のミックステープ『Pink Guy』と同時にJojiとしてのファーストアルバムも発表されていたが、翌年にPink Omegaという芸名で曲をリリースし始めるまでの間にJojiのファーストアルバムは密かにキャンセルされた。ミラーはPink Omegaとして2015年6月4日に「Dumplings」、同年8月28日に「wefllagn.ii 5」の2曲をリリースした。いずれの曲もPink Guyの後のアルバムに収録され、後者は収録時にタイトルが「We Fall Again」に変更された。
ミラーは自分のファンは主にコメディ音楽を望んでいたため、Jojiとして作った曲は隠しておくつもりだった。2015年末には「Thom」と「You Suck Charlie」という2つのシングルをリリースしたが、どちらも偽名でのリリースだった。しかしすぐにこれらの曲をアップロードしたアカウントがミラーのものであることが特定されたため、これをきっかけに2016年1月に『Chloe Burbank: Volume 1』というフルレングスの商業音楽プロジェクトをリリースすることをインスタグラムで発表した。そして、同じ投稿で自身のSoundCloudのリンクも公開した。
2017年4月26日、ミラーはアジアの音楽レーベル88risingのYouTubeチャンネルを通じて「I Don't Wanna Waste My Time」というシングルをリリースした。同年5月18日には、88rising主催のライブでJojiとして初めてステージに立った。同年7月12日には、中国のヒップホップグループであるハイヤー・ブラザーズの曲「Nomadic」で客演として迎えられ、同月19日には、88risingのYouTubeチャンネルで「Rain on Me」というシングルをリリースした。同年10月17日には、シングル「Will He」を88risingのYouTubeチャンネル、Spotify、iTunesの複数のプラットフォームでリリースした。
同年11月3日、デビューアルバム（EP）である『In Tongues』をリリースした。2018年2月14日には2つのトラックと8つのリミックスを追加したEPのデラックスバージョンをリリースした。同年5月にはシングル「Yeah Right」をリリースし、Billboard R&B songsチャートで23位を記録。Billboardのシングルチャートで初のチャートインを果たした。同年10月26日、初のスタジオアルバム『Ballads 1』をリリースし、Billboard Top R&B/Hip Hop Albumsチャートで1位を獲得。当該チャートでの1位獲得は、アジア出身のアーティストとしては初となった。また、アルバムのリリース直後に2019年初頭に9日間に亘る北米ツアーを開催することも発表し、チケットは数分で完売となった。
2019年6月4日、インスタグラムで「Sanctuary」というタイトルのシングルをリリースすることを発表。シングルは6月14日にリリースされ、Billboard Hot 100で80位でデビューし、同チャートで自身初となるチャートインを果たした。同年7月26日には、リッチ・ブライアンのアルバム『The Sailor』の収録曲「Where Does the Time Go」で客演として迎えられた。
2020年1月30日、「Run」というタイトルのシングルをリリースすることを発表。シングルは2月6日にリリースされた。同年3月2日には、アメリカの人気番組であるザ・トゥナイト・ショー・スターリング・ジミー・ファロンでこの曲のパフォーマンスを行った。同年4月16日、シングル「Gimme Love」をリリースし、7月10日にセカンドアルバム『Nectar』をリリースすることを発表した。しかしその後、新型コロナウイルスの流行のためアルバムのリリースは延期された。最終的にアルバムは9月25日にリリースされ、複数の国でチャートインし、特にオーストラリアのARIAアルバムチャートでは初登場1位を記録する成功を収めた。
2022年6月10日、シングル「Glimpse of Us」をリリースした。Billboard Hot 100では10位に初登場し、日本人アーティストによる2曲目のトップ10ヒットとなった。また、ニュージーランドとオーストラリアでは1位を獲得した。同年8月26日にはシングル「YUKON (INTERLUDE)」をリリースし、11月4日にアルバム「SMITHEREENS」をリリースした。

#### 音楽スタイル
Jojiの音楽は、トラップ、フォーク、エレクトロニック、およびR&Bの要素を組み合わせたトリップホップとローファイとして説明されており、彼の歌は「ダウンテンポ、メランコリックなテーマ、ソウルフルなボーカル」と「最小限の生産」を特徴としている。 
Jojiはエレクトロニック・アーティストのジェイムス・ブレイクと比較されており、Joji自身もレディオヘッド、シュローモ、ドナルド・グローヴァーとともにブレイクを自身が影響を受けたアーティストの1人に挙げている。Pigeons and Planes内でのインタビューでは、彼は自身の音楽が日本で育った時代やカナディアンアカデミーに通っていたときに聴いていた"BoomBap"のインストゥルメンタルにインスパイアされていると語っている。

## 私生活
現在、ニューヨーク州ブルックリンに住んでいる。仕事のためにしばしばロサンゼルスに飛び、そこに住居を持っている。
ストレス誘発性発作を引き起こす未公開の神経障害があり、これがYouTubeでの活動を辞めた理由の1つである。

## ディスコグラフィー

### ピンクガイ名義
- ピンクガイ （2014）
- ピンクシーズン （2017）

### Joji名義
- In Tongues (2017)
- Ballads 1 (2018)
- Nectar (2020)
- SMITHEREENS (2022)

## ビデオグラフィー

### YouTubeでリリースされた音楽
| 年   | タイトル                                                                     | Channel       |
| ---- | ---------------------------------------------------------------------------- | ------------- |
| 2011 | "Who's The Sucker (Gangster Rap)"                                            | DizastaMusic  |
| 2012 | "Some Shit"                                                                  | DizastaMusic  |
| 2013 | "Big Mama"                                                                   | DizastaMusic  |
| 2013 | "Took It In The Bottom (Drake Parody)"                                       | DizastaMusic  |
| 2013 | "Frank Says"                                                                 | DizastaMusic  |
| 2013 | "Dick Pays Rent"                                                             | DizastaMusic  |
| 2013 | "Do The Salamander"                                                          | DizastaMusic  |
| 2013 | "Loser"                                                                      | TVFilthyFrank |
| 2013 | "Pussy Doe"                                                                  | TVFilthyFrank |
| 2013 | "Lady's Man"                                                                 | TVFilthyFrank |
| 2013 | "Anal Beads (ft. Black Friend)"                                              | TVFilthyFrank |
| 2013 | "Anal Beads (Full Version)"                                                  | TVFilthyFrank |
| 2013 | "Douchebag"                                                                  | TVFilthyFrank |
| 2013 | "Ramen King"                                                                 | TVFilthyFrank |
| 2013 | "Dick Pays Rent (ft. Pink Guy)"                                              | TVFilthyFrank |
| 2013 | "Animal Man"                                                                 | TVFilthyFrank |
| 2013 | "Bitches Ain't Shit (Ukelele Cover)"                                         | TVFilthyFrank |
| 2013 | "Pink Guy Raps Tweets"                                                       | TVFilthyFrank |
| 2013 | "Do The Salamander Song"                                                     | TVFilthyFrank |
| 2013 | "Erectile Dysfunction"                                                       | TVFilthyFrank |
| 2013 | "Erectile Dysfunction Beat"                                                  | TVFilthyFrank |
| 2013 | "Balls"                                                                      | TVFilthyFrank |
| 2013 | "Watermelon Pussy"                                                           | TVFilthyFrank |
| 2014 | "Weird McDonald's Rap"                                                       | TVFilthyFrank |
| 2014 | "Friendzone"                                                                 | TVFilthyFrank |
| 2014 | "jungle boy"                                                                 | TVFilthyFrank |
| 2014 | "In Da Whomb"                                                                | TVFilthyFrank |
| 2014 | "Gibe De Pusi b0ss (10 Minute Version)"                                      | TVFilthyFrank |
| 2014 | "Pink Guy (Full Album)"                                                      | TVFilthyFrank |
| 2014 | "Kill Yourself"                                                              | TVFilthyFrank |
| 2014 | "Pink Guy Raps Tweets"                                                       | TVFilthyFrank |
| 2014 | "Balls in My Face"                                                           | TVFilthyFrank |
| 2014 | "Balls In My Face (Free Download)"                                           | TVFilthyFrank |
| 2014 | "Takoyaki"                                                                   | TVFilthyFrank |
| 2014 | "Let It Go (Frozen Cover)"                                                   | TVFilthyFrank |
| 2014 | "Peanut Butter"                                                              | TVFilthyFrank |
| 2014 | "Weeaboo Song"                                                               | TVFilthyFrank |
| 2014 | "I Eat Ass"                                                                  | TVFilthyFrank |
| 2014 | "Mom's Spagget"                                                              | TooDamnFilthy |
| 2014 | "Real Hip Hop"                                                               | TooDamnFilthy |
| 2015 | "Stir Fry"                                                                   | TVFilthyFrank |
| 2015 | "Porn Title Rap"                                                             | TVFilthyFrank |
| 2015 | "Trap Dumplings"                                                             | TVFilthyFrank |
| 2015 | "Rice Balls"                                                                 | TVFilthyFrank |
| 2015 | "Guy Fieri takes you to FLAVORTOWN"                                          | TooDamnFilthy |
| 2015 | "pinkomega - wefllagn.ii ５"                                                 | PinkOmega     |
| 2016 | "Fried Noodles"                                                              | TVFilthyFrank |
| 2016 | "Pink Life"                                                                  | TVFilthyFrank |
| 2016 | "STFU"                                                                       | TVFilthyFrank |
| 2016 | "Official Donald Trump Anthem"                                               | TVFilthyFrank |
| 2016 | "Teriyaki God"                                                               | TVFilthyFrank |
| 2016 | "Hood Rich" w/ Getter X Nick Colletti                                        | TVFilthyFrank |
| 2016 | "Rice Muffin Burgers"                                                        | TooDamnFilthy |
| 2016 | "Hand On My Gat"                                                             | TooDamnFilthy |
| 2016 | "Furr"                                                                       | TooDamnFilthy |
| 2016 | "A True Friend"                                                              | TooDamnFilthy |
| 2016 | "nobody likes you"                                                           | TooDamnFilthy |
| 2017 | "Pink Season (Full Album)"                                                   | TVFilthyFrank |
| 2017 | "Nickelodeon Girls"                                                          | TVFilthyFrank |
| 2017 | "Pink Season: The Prophecy" w/ Getter, Borgore, Axel Boy, & TastyTreat       | TVFilthyFrank |
| 2017 | "Falcon Punch"                                                               | TVFilthyFrank |
| 2017 | "Asian Pizza"                                                                | TVFilthyFrank |
| 2017 | "Be Inspired"                                                                | TooDamnFilthy |
| 2017 | "Goofy's Trial"                                                              | TooDamnFilthy |
| 2017 | "Help"                                                                       | TooDamnFilthy |
| 2017 | "We Fall Again"                                                              | TooDamnFilthy |
| 2017 | "Club Banger 3000"                                                           | TooDamnFilthy |
| 2017 | "High School Blink193"                                                       | TooDamnFilthy |
| 2017 | "Rice Balls'                                                                 | TooDamnFilthy |
| 2017 | "Dog Festival Directions"                                                    | TooDamnFilthy |
| 2017 | "Dumplings"                                                                  | TooDamnFilthy |
| 2017 | "d i c c w e t t 1"                                                          | TooDamnFilthy |
| 2017 | "Meme Machine"                                                               | TooDamnFilthy |
| 2017 | "Hand On My Gat"                                                             | TooDamnFilthy |
| 2017 | "I Do It For My Hood"                                                        | TooDamnFilthy |
| 2017 | "Fried Noodles"                                                              | TooDamnFilthy |
| 2017 | "Furr"                                                                       | TooDamnFilthy |
| 2017 | "I Will Get A Vasectomy"                                                     | TooDamnFilthy |
| 2017 | "Young Thug Diss"                                                            | TooDamnFilthy |
| 2017 | "Pink Life"                                                                  | TooDamnFilthy |
| 2017 | "Small D*ck"                                                                 | TooDamnFilthy |
| 2017 | "Hentai"                                                                     | TooDamnFilthy |
| 2017 | "Flex Like David Icke"                                                       | TooDamnFilthy |
| 2017 | "Gays 4 Donald Trump"                                                        | TooDamnFilthy |
| 2017 | "SMD"                                                                        | TooDamnFilthy |
| 2017 | "Dora The Explora"                                                           | TooDamnFilthy |
| 2017 | "セックス大好き"                                                             | TooDamnFilthy |
| 2017 | "Uber Pussy"                                                                 | TooDamnFilthy |
| 2017 | "She's So Nice"                                                              | TooDamnFilthy |
| 2017 | "Please Stop Calling Me Gay"                                                 | TooDamnFilthy |
| 2017 | "STFU"                                                                       | TooDamnFilthy |
| 2017 | "Nickelodeon Girls"                                                          | TooDamnFilthy |
| 2017 | "I Have A Gun"                                                               | TooDamnFilthy |
| 2017 | "Hot Nickel Ball On A P*ssy"                                                 | TooDamnFilthy |
| 2017 | "Are You Serious"                                                            | TooDamnFilthy |
| 2017 | "Soulja Gonna Win/ F*ck Breezy" (Prd. ryanjacob) (Soulja Boy VS Chris Brown) | TooDamnFilthy |

## ノート
1. ↑  As of 31 March 2018, Dog Festival Directions has become privatised on YouTube[79]